# Greeen Eyes
Greeen Eyes（グリーンアイズ）は、第18回全国都市緑化フェアイメージソング「みどりに逢いたくて」を歌うダンスユニット。2000年5月結成、2001年11月解散。所属事務所アドバンス。

## メンバー
- 車英子（EIKO）
- 根木靖夫（YASUO）
- 中出陽子（YOKO）
- 田中直哉（NAOYA）
- 松岡美幸（MIYUKI）

## 発表曲
- みどりに逢いたくて（作詞：阿木燿子、作曲：宇崎竜童）
- 虹色の風
- 紙ヒコーキに夢をのせて
- YUMEそしてMIDORI
- WE ARE GREEEN EYES